# Daeva
Õs daeva ( Avéstico: 𐬛𐬀𐬉𐬎𐬎𐬀 daēuua; Sânscrito: देव deva ) é uma entidade sobrenatural zoroástrica com características desagradáveis. Nos Gatas, os textos mais antigos do cânone zoroastriano, os daeva são "deuses que devem [ser] rejeitados". Este significado é- sujeito a interpretação- talvez também evidente na "inscrição daiva" do persa antigo  do século V AEC. No Novo Avestá, os daeva são divindades que promovem o caos e a desordem. Em tradições e folclores posteriores, os dēws (persa médio zoroástrico; Novo Persa: divs) são personificações de todos os males imagináveis.
Daeva, o termo da língua iraniana, compartilha a mesma origem de "Deva" da mitologia indiana, mais tarde incorporada às religiões indianas. Embora a palavra para os espíritos védicos e a palavra para as entidades zoroastrianas sejam etimologicamente relacionadas, sua função e desenvolvimento temático são completamente diferentes. Originalmente, o termo era usado para denotar seres do folclore cultural anterior ao uso nas escrituras.
Equivalentes para o avéstico daeva em línguas iranianas incluem dew dos idiomas pashto, baluchi e curdo e dīv ou deev do persa, todos os que se aplicam aos ogros, monstros e outras criaturas vis. A palavra iraniana foi emprestada ao armênio antigo como dew, em georgiano como devi, em urdu como deo e em turco como div, com as mesmas associações negativas nessas línguas. Em inglês, a palavra aparece como daeva, div, deev, e nos romances de fantasia do século 18 de William Thomas Beckford como dive.
Especula-se que o conceito dos daevas como uma força malévola pode ter sido inspirado nos deuses citas.